# Clasificación de OFC para la Copa Mundial de Fútbol de 2022
La clasificación de OFC para la Copa Mundial de Fútbol de 2022 fue el torneo que determinó al equipo que disputaría el repechaje frente a un equipo de otra confederación por un lugar en la Copa Mundial de Fútbol de 2022 de Catar. Inició el 17 de marzo de 2022 y finalizó el 30 del mismo mes.
La Confederación de Fútbol de Oceanía mantuvo su medio cupo, tras la decisión del Comité Ejecutivo de la FIFA de mantener la distribución de plazas por confederación como en el certamen anterior.

## Formato de competición
El 28 de julio de 2020, la OFC anunció que había presentado una propuesta a la FIFA para las eliminatorias debido a los cambios de calendario provocado por la pandemia de covid-19. El formato fue modificado nuevamente en noviembre de 2021 debido al cambio a sede centralizada para jugarse en Catar en marzo de 2022, como consecuencia de esta última modificación se produjo el retiro de Samoa y Samoa Americana. El 28 de enero de 2022, Tonga también se retiró de la clasificatoria por la erupción del volcán Hunga Tonga, por lo cual, Islas Cook automáticamente pasa la fase de grupos.
- Primera ronda: Las dos selecciones peor ubicadas en la clasificación mundial de la FIFA de noviembre de 2021 iban a jugar a partido único el paso a la Segunda ronda.
- Segunda ronda: Los 8 equipos de la OFC se dividieron en dos grupos de cuatro cada uno según se establecido en el sorteo y jugaron partidos todos contra todos a una sola rueda, para un total de 3 fechas por grupo. Los dos mejores equipos de cada grupo avanzaron a la Tercera ronda.
- Tercera ronda: Los cuatro equipos jugaron partidos eliminatorios a partido único, con las semifinales y la final. El ganador avanzó a la Repesca intercontinental.

## Equipos participantes
| Equipos participantes | Equipos participantes | Equipos participantes | Equipos participantes |
| --------------------- | --------------------- | --------------------- | --------------------- |
| Fiyi                  | Islas Salomón         | Nueva Zelanda         | Tahití                |
| Islas Cook            | Nueva Caledonia       | Papúa Nueva Guinea    |                       |

### Sorteo
Participaron en las clasificatorias oceánicas 7 de los 11 equipos nacionales de la OFC afiliados a la FIFA, Samoa, Samoa Americana y Tonga se retiraron del torneo. El sorteo de la competición preliminar tuvo lugar en Zúrich, Suiza, el 29 de noviembre de 2021 a las 21:00 (UTC+1). Siete selecciones fueron distribuidas en dos bombos acorde al ranking FIFA de noviembre de 2021. Islas Cook y Tonga fueron directamente colocadas en el play-off de Primera ronda.
| 1. Nueva Zelanda (110) 2. Islas Salomón (141) 3. Nueva Caledonia (153) 4. Tahití (159) |

| 5. Fiyi (161) 6. Vanuatu (163) 7. Papúa Nueva Guinea (164) 8. Ganador de la Primera ronda |

1. ↑  En el momento del sorteo, Islas Cook y Tonga estaban programadas para jugar un único partido de clasificación correspondiente a la Primera ronda. El 29 de enero de 2022, Tonga se retiró de la clasificación y las Islas Cook avanzaron a la fase de grupos.

Retiros
| - Samoa Americana (190) - Samoa (194) |

| - Tonga (199) |

| - Vanuatu (163) |

## Calendario
Inicialmente, se esperaba que la clasificación comenzara en septiembre de 2020. Sin embargo, la ventana internacional de la FIFA en ese mes para la OFC se pospuso el 25 de junio de 2020 debido a la pandemia de COVID-19. 
También el 25 de junio, la FIFA anunció que los play-offs entre confederaciones , originalmente programados para jugarse en marzo de 2022, se trasladaron a junio de 2022. La OFC también anunció el 5 de noviembre de 2020 que el proceso de clasificación, que originalmente comenzaría en marzo de 2021, se retrasó hasta junio de ese año.
Después de que la OFC discutiera con las federaciones miembro y la FIFA sobre el nuevo calendario, la confederación anunció el 4 de marzo de 2021 que este plazo tampoco sería alcanzable. En cambio, una posible opción era organizar una competición en enero de 2022, manteniendo las fechas del calendario internacional de partidos de la FIFA del 21 al 29 de marzo disponibles para los partidos de preparación antes de la eliminatoria intercontinental que tendrá lugar a finales de junio.
Para septiembre de 2021, los continuos retrasos significaron que para la OFC "no era posible en este momento organizar una competición de clasificación dentro de la región de Oceanía" y, como alternativa, solicitarían la aprobación de la FIFA para que la clasificación se celebrara en Catar en marzo de 2022. En ese momento no se anunció información sobre el número de países que competirían o el formato de clasificación.
| Fase          | Partido     | Fechas internacionales según la FIFA |
| ------------- | ----------- | ------------------------------------ |
| Primera ronda | Play-off    | Cancelado                            |
| Segunda ronda | Fecha 1     | 17 al 24 de marzo de 2022            |
| Segunda ronda | Fecha 2     | 17 al 24 de marzo de 2022            |
| Segunda ronda | Fecha 3     | 17 al 24 de marzo de 2022            |
| Tercera ronda | Semifinales | 27 de marzo de 2022                  |
| Tercera ronda | Final       | 30 de marzo de 2022                  |

## Primera ronda
| Fecha               | Lugar     | Equipo 1 |                  | Resultado |                       | Equipo 2   |
| ------------------- | --------- | -------- | ---------------- | --------- | --------------------- | ---------- |
| 13 de marzo de 2022 | Cancelado | Tonga    | Bandera de Tonga | Cancelado | Bandera de Islas Cook | Islas Cook |

Tonga se retiró debido al desastre provocado por la erupción del volcán submarino Hunga Tonga.

## Segunda ronda
- Clasificado a la Tercera ronda.

### Grupo A
| Selección     | Pts.      | PJ        | PG        | PE        | PP        | GF        | GC        | Dif       |
| ------------- | --------- | --------- | --------- | --------- | --------- | --------- | --------- | --------- |
| Islas Salomón | 3         | 1         | 1         | 0         | 0         | 3         | 1         | +2        |
| Tahití        | 0         | 1         | 0         | 0         | 1         | 1         | 3         | –2        |
| Islas Cook    | Retirados | Retirados | Retirados | Retirados | Retirados | Retirados | Retirados | Retirados |
| Vanuatu       | Retirados | Retirados | Retirados | Retirados | Retirados | Retirados | Retirados | Retirados |

| Fecha               | Lugar        | Equipo 1      |                               | Resultado |                               | Equipo 2      |
| ------------------- | ------------ | ------------- | ----------------------------- | --------- | ----------------------------- | ------------- |
| 17 de marzo de 2022 | Doha (Catar) | Islas Cook    | Bandera de Islas Cook         | Anulado   | Bandera de Islas Salomón      | Islas Salomón |
| Cancelado           |              | Tahití        | Bandera de Polinesia Francesa | –         | Bandera de Vanuatu            | Vanuatu       |
| Cancelado           |              | Islas Cook    | Bandera de Islas Cook         | –         | Bandera de Polinesia Francesa | Tahití        |
| Cancelado           |              | Islas Salomón | Bandera de Islas Salomón      | –         | Bandera de Vanuatu            | Vanuatu       |
| Cancelado           |              | Vanuatu       | Bandera de Vanuatu            | –         | Bandera de Islas Cook         | Islas Cook    |
| 24 de marzo de 2022 | Doha (Catar) | Islas Salomón | Bandera de Islas Salomón      | 3 – 1     | Bandera de Polinesia Francesa | Tahití        |

### Grupo B
| Selección          | Pts. | PJ | PG | PE | PP | GF | GC | Dif |
| ------------------ | ---- | -- | -- | -- | -- | -- | -- | --- |
| Nueva Zelanda      | 9    | 3  | 3  | 0  | 0  | 12 | 1  | +11 |
| Papúa Nueva Guinea | 6    | 3  | 2  | 0  | 1  | 3  | 2  | +1  |
| Fiyi               | 3    | 3  | 1  | 0  | 2  | 3  | 7  | −4  |
| Nueva Caledonia    | 0    | 3  | 0  | 0  | 3  | 2  | 10 | −8  |

| Fecha               | Lugar        | Equipo 1           |                               | Resultado |                               | Equipo 2           |
| ------------------- | ------------ | ------------------ | ----------------------------- | --------- | ----------------------------- | ------------------ |
| 18 de marzo de 2022 | Doha (Catar) | Papúa Nueva Guinea | Bandera de Papúa Nueva Guinea | 0 – 1     | Bandera de Nueva Zelanda      | Nueva Zelanda      |
| 18 de marzo de 2022 | Doha (Catar) | Nueva Caledonia    | Bandera de Nueva Caledonia    | 1 – 2     | Bandera de Fiyi               | Fiyi               |
| 21 de marzo de 2022 | Doha (Catar) | Papúa Nueva Guinea | Bandera de Papúa Nueva Guinea | 1 – 0     | Bandera de Nueva Caledonia    | Nueva Caledonia    |
| 21 de marzo de 2022 | Doha (Catar) | Nueva Zelanda      | Bandera de Nueva Zelanda      | 4 – 0     | Bandera de Fiyi               | Fiyi               |
| 24 de marzo de 2022 | Doha (Catar) | Nueva Zelanda      | Bandera de Nueva Zelanda      | 7 – 1     | Bandera de Nueva Caledonia    | Nueva Caledonia    |
| 24 de marzo de 2022 | Doha (Catar) | Fiyi               | Bandera de Fiyi               | 1 – 2     | Bandera de Papúa Nueva Guinea | Papúa Nueva Guinea |

## Tercera ronda

### Cuadro de desarrollo
|  | Semifinales         | Semifinales         | Semifinales         |               |               | Final               | Final               | Final               |  |
|  | 27 de marzo de 2022 | 27 de marzo de 2022 | 27 de marzo de 2022 |               |               | 30 de marzo de 2022 | 30 de marzo de 2022 | 30 de marzo de 2022 |  |
|  |                     |                     |                     |               |               |                     |                     |                     |  |
|  |                     |                     |                     |               |               |                     |                     |                     |  |
|  | Islas Salomón       | Islas Salomón       | 3                   |               |               |                     |                     |                     |  |
|  | Islas Salomón       | Islas Salomón       | 3                   |               |               |                     |                     |                     |  |
|  | Papúa Nueva Guinea  | Papúa Nueva Guinea  | 2                   |               |               |                     |                     |                     |  |
|  | Papúa Nueva Guinea  | Papúa Nueva Guinea  | 2                   |               | Islas Salomón | Islas Salomón       | 0                   |                     |  |
|  |                     |                     |                     |               | Islas Salomón | Islas Salomón       | 0                   |                     |  |
|  |                     |                     | Nueva Zelanda       | Nueva Zelanda | 5             |                     |                     |                     |  |
|  | Nueva Zelanda       | Nueva Zelanda       | Nueva Zelanda       | Nueva Zelanda | 5             | 1                   |                     |                     |  |
|  | Nueva Zelanda       | Nueva Zelanda       |                     |               |               | 1                   |                     |                     |  |
|  | Tahití              | Tahití              | 0                   |               |               |                     |                     |                     |  |
|  | Tahití              | Tahití              | 0                   |               |               |                     |                     |                     |  |
|  |                     |                     |                     |               |               |                     |                     |                     |  |

### Semifinales
| Fecha               | Lugar        | Equipo 1      |                          | Resultado |                               | Equipo 2           |
| ------------------- | ------------ | ------------- | ------------------------ | --------- | ----------------------------- | ------------------ |
| 27 de marzo de 2022 | Doha (Catar) | Islas Salomón | Bandera de Islas Salomón | 3 – 2     | Bandera de Papúa Nueva Guinea | Papúa Nueva Guinea |
| 27 de marzo de 2022 | Doha (Catar) | Nueva Zelanda | Bandera de Nueva Zelanda | 1 – 0     | Bandera de Polinesia Francesa | Tahití             |

### Final
| Fecha               | Lugar        | Equipo 1      |                          | Resultado |                          | Equipo 2      |
| ------------------- | ------------ | ------------- | ------------------------ | --------- | ------------------------ | ------------- |
| 30 de marzo de 2022 | Doha (Catar) | Islas Salomón | Bandera de Islas Salomón | 0 – 5     | Bandera de Nueva Zelanda | Nueva Zelanda |

## Repesca intercontinental
Nueva Zelanda, que ganó el primer lugar de la eliminatoria, se enfrentó en la Repesca intercontinental a partido único contra Costa Rica, que finalizó en el cuarto lugar de la Tercera ronda de la Concacaf para definir al último clasificado al mundial. Al final, por tercera edición consecutiva el representante de la OFC no logró la clasificación, ya que Nueva Zelanda perdió la serie por la mínima diferencia.
| 14 de junio de 2022 | Costa Rica  | 1:0 (1:0) | Nueva Zelanda | Estadio Ahmed bin Ali, Rayán, Catar |                              |
| 21:00 (UTC+3)       | Campbell 3' | Reporte   |               | Árbitro(s): Mohammed Abdulla        | Árbitro(s): Mohammed Abdulla |